# 8L busz (Tatabánya)
A tatabányai 8L jelzésű autóbusz a Kertváros, végállomás és a Bányász körtér között közlekedik. A vonalat a T-Busz Tatabányai Közlekedési Kft. üzemelteti.

## Története
A buszvonalat 2018. július 2-án indította el Tatabánya közlekedési társasága, a T-Busz Kft.

## Útvonala
| Bányász körtér felé | Kertváros, végállomás felé |
| --- | --- |
| Kertváros, végállomás – Építők útja – Hadsereg utca – Szent György utca – Kertvárosi lakótelep, forduló – Szent György utca – Hadsereg utca – Alkotmány utca – Lapatári út – Rákóczi Ferenc út – Erdész utca – Réti utca – Dózsa György út – Köztársaság útja – Összekötő út – Bláthy Ottó utca – Ady Endre utca – Mátyás király út – Aradi utca – Kormos út – Népház utca – Vértanúk tere – Népház utca – Semmelweis utca – dr. Mohi Rezső utca – Bányász körtér | Bányász körtér – dr. Mohi Rezső utca – Semmelweis utca – Népház utca – Vértanúk tere – Népház utca – Kormos út – Aradi utca – Mátyás király út – Ady Endre utca – Bláthy Ottó utca – Összekötő út – Köztársaság útja – Dózsa György út – Réti utca – Erdész utca – Rákóczi Ferenc út – Lapatári út – Alkotmány utca – Hadsereg utca – Szent György utca – Kertvárosi lakótelep, forduló – Szent György utca – Hadsereg utca – Építők útja – Kertváros, végállomás |

## Megállóhelyei
| 0  | Kertváros, végállomás végállomás | 35 | 3, 3A, 3G, 3L, 4, 4E, 8, 8S, 9, 9D, 10, 18, 38, 38G, 52, 53, 53B, 54                                                                                                 |
| 1  | Kölcsey Ferenc utca              | 34 | 3, 3A, 3G, 3L, 4, 4E, 8, 8S, 9, 9D, 10, 18, 38, 38G, 52, 53, 53B, 54                                                                                                 |
| 2  | Bányász Művelődési Ház           | 33 | 3, 3A, 3G, 3L, 4, 4E, 8, 8S, 9, 9D, 10, 18, 38, 38G, 52, 53, 53B, 54                                                                                                 |
| 3  | Gerecse utca                     | 32 | 3, 3A, 3G, 3L, 4, 4E, 8, 8S, 9, 9D, 10, 18, 38, 38G, 52, 53, 53B, 54                                                                                                 |
| 5  | Kertvárosi lakótelep, forduló    | 30 | 3G, 3L, 10, 18, 38, 38G |
| 6  | Kertvárosi lakótelep             | 29 | 4, 4E, 4F, 9, 9D, 10, 18, 53B, 54, 59B |
| 7  | Szent György utca                | 28 | 3G, 3L, 38, 38G, 52I, 53I, 59B |
| 8  | Kertváros, alsó                  | 27 | 8, 8S, 10, 18, 38, 38G |
| 9  | Alkotmány utca                   | ∫  | 8, 8S, 18, 38, 38G |
| ∫  | Lapatári utca                    | 26 | 3, 3A, 3G, 3L, 8, 8S, 10, 18, 38, 38G, 52, 52I, 53, 53B, 53I, 59B |
| 11 | Mentőállomás                     | 24 | 8, 8S, 11, 18, 38, 38G, 51B, 52, 52I, 59, 59B |
| 13 | Millennium lakópark              | 22 | 2, 8, 8S, 9D, 18, 26, 26R, 38, 38G, 51B, 52, 52I, 59, 59B, 59I |
| 14 | Bánki Donát Iskola               | 21 | 2, 8, 8S, 9D, 18, 26, 26R, 38, 38G, 51B, 52, 52I, 59, 59B, 59I |
| ∫  | Kollégium                        | 20 | 1, 1G, 6, 8, 8S, 9, 11, 18, 38, 38G, 50, 57, 59 |
| 16 | Kórház                           | 19 | 1, 1G, 6, 8, 8S, 9, 11, 16, 18, 38, 38G, 50, 57, 59B 8402, 8403, 8419, 8441, 8442, 8443, 8444, 8460, 8462, 8464 1702, 1758, 1841, 1842, 1844, 1845, 1848, 1851, 1852 |
| 18 | A Vértes Agorája                 | 17 | 5, 5P, 8, 8S, 15, 18, 53I, 55, 59 8410, 8421, 8422, 8423, 8432, 8435, 8436, 8437, 8442                                                                               |
| 19 | Köztársaság útja                 | 16 | 5, 5P, 8, 8S, 15, 18, 53I, 55, 59 |
| 21 | Kodály Zoltán Iskola             | 14 | 5, 5P, 6, 8, 10, 15, 16, 18, 38, 38G, 53B, 53I, 55, 57, 59B 8406, 8410, 8419, 8421, 8422, 8423, 8432, 8435, 8436, 8437, 8442, 8443, 8471 1784                        |
| 23 | Tesco                            | 12 | 8, 8S, 9, 9D, 18, 38, 38G, 53B, 57, 59, 59I |
| 24 | Ady Endre utca                   | 11 | 3A, 8, 8S, 9, 9D, 38, 38G, 53B, 57, 59, 59I |
| 26 | Mátyás király út                 | 10 | 3A, 8, 8S, 9, 9D, 38, 38G, 53B, 57, 59, 59I |
| 27 | Alsógalla, vasúti megállóhely    | 8  | 3A, 8, 8S, 9, 9D, 38, 38G, 53B, 57, 59, 59I S10 G10 S12 |
| 29 | Hármashíd                        | 6  | 3, 3A, 3G, 3L, 8, 8S, 10, 18, 38, 38G, 53B 8406, 8410, 8421, 8422, 8423                                                                                              |
| 30 | Vértanúk tere                    | 5  | 3, 3A, 3G, 3L, 5, 5P, 8, 8S, 10, 18, 38, 38G, 53B, 59B 8406, 8410, 8421, 8422, 8423, 8435, 8437, 8471                                                                |
| 31 | Népház                           | 4  | 3, 3A, 3G, 3L, 5, 5P, 8, 8S, 10, 18, 38, 38G, 53B, 59B |
| 33 | Gőzfürdő                         | 2  | 1, 1G, 3, 3A, 3G, 3L, 4, 4E, 6, 8, 8S, 11, 16, 18, 38, 38G, 51, 51B, 53B 8435, 8436                                                                                  |
| 34 | Újtemető                         | 1  | 1, 1G, 3, 3A, 3G, 3L, 4, 4E, 6, 8, 8S, 11, 16, 18, 38, 38G, 51, 51B, 53B                                                                                             |
| 35 | Bányász körtér végállomás        | 0  | 1, 3, 3A, 3G, 3L, 4, 4E, 6, 8, 8S, 11, 16, 18, 36, 38, 38G, 51, 51B, 53B 8432, 8435, 8436, 8443                                                                      |